# Championnats d'Europe de boxe amateur 1979
Navigation
Édition précédente Édition suivante
La 23e édition des championnats d'Europe de boxe amateur s'est déroulée à Cologne, RFA, du 5 au 12 mai 1979. 

## Résultats

### Podiums
| Catégories                    | Or                | Argent               | Bronze                                |
| Poids mi-mouches (-48 kg)     | Shamil Sabirov    | Dietmar Geilich      | András Rózsa Henryk Pielesiak         |
| Poids mouches (-51 kg)        | Henryk Średnicki  | Daniel Radu          | Aleksandr Dugarov Frank Kegebein      |
| Poids coqs (-54 kg)           | Nikolay Chrapzov  | Dimitar Pechlivanov  | Georg Vlachos Philip Sutcliffe        |
| Poids plumes (-57 kg)         | Viktor Rybakov    | Tzatcha Andrejkovski | Kazimierz Przybylski Carlo Russolillo |
| Poids légers (-60 kg)         | Viktor Demyanenko | René Weller          | Richard Nowakowski Dragomir Ilie      |
| Poids super-légers (-63,5 kg) | Serik Konakbayev  | Patrizio Oliva       | Caroly Hajnal Karl-Heinz Krüger       |
| Poids welters (-67 kg)        | Ernst Müller      | Sreten Mirković      | Ion Budusan Kalevi Kosunen            |
| Poids super-welters (-71 kg)  | Miodrag Perunović | Viktor Savchenko     | Markus Intlekofer Rostislav Osička    |
| Poids moyens (-75 kg)         | Tarmo Uisivirta   | Valentin Silaghi     | László Pem Manfred Gebauer            |
| Poids mi-lourds (-81 kg)      | Albert Nikolian   | Tadija Kačar         | Paweł Skrzecz Georgica Donici         |
| Poids lourds (-91 kg)         | Yevgeniy Gorstkov | Werner Kohnert       | Ion Cernat Roger Andersson            |
| Poids super-lourds (+91 kg)   | Peter Hussing     | Ferenc Somodi        | Khoren Indzheyan Juergen Fanghaenel   |

### Tableau des médailles
| Place | Pays                 | Médaille d'or, Europe | Médaille d'argent, Europe | Médaille de bronze, Europe | Total |
| ----- | -------------------- | --------------------- | ------------------------- | -------------------------- | ----- |
| 1     | Union soviétique     | 7                     | 1                         | 2                          | 10    |
| 2     | Allemagne de l'Ouest | 2                     | 1                         | 2                          | 5     |
| 3     | Yougoslavie          | 1                     | 2                         | 0                          | 3     |
| 4     | Pologne              | 1                     | 0                         | 2                          | 3     |
| 5     | Finlande             | 1                     | 0                         | 1                          | 2     |
| 6     | Allemagne de l'Est   | 0                     | 2                         | 5                          | 7     |
| 7     | Roumanie             | 0                     | 2                         | 4                          | 6     |
| 8     | Bulgarie             | 0                     | 2                         | 1                          | 3     |
| 9     | Hongrie              | 0                     | 1                         | 2                          | 3     |
| 10    | Italie               | 0                     | 1                         | 1                          | 2     |
| 11    | Tchécoslovaquie      | 0                     | 0                         | 1                          | 1     |
| 11    | Suède                | 0                     | 0                         | 1                          | 1     |
| 11    | Irlande              | 0                     | 0                         | 1                          | 1     |
| Total | 13 pays médaillés    | 12                    | 12                        | 24                         | 48    |